# عدنان مندريس
علي عدنان إرتكين مندريس (بالتركية: Ali Adnan Ertekin Menderes) المعروف باسم عدنان مندريس (بالتركية: Adnan Menderes) ـ ولد في أيدين في عام 1899 ـ وتوفي في بورصة في 17 سبتمبر 1961). كان رئيساً لوزراء تركيا في الفترة ما بين 1950- 1960 وهو سياسي تركي، ورجل دولة وحقوقي. وهو من مؤسسي حزب الديمقراطية رابع حزب معارض ينشأ بصفة قانونية في تركيا في عام 1946. وأول زعيم سياسي منتخب ديمقراطياً في تاريخ تركيا. أُزيح عن السلطة بانقلاب عسكري عام 1960 نفذّه الجيش التركي وأُلقي القبض عليه وأُعدِم شنقاً مع اثنين من أعضاء مجلس وزرائه في 17 سبتمبر 1961. وهو أوّل رئيس وزراء يعدم في تركيا. وقد أعاد البرلمان التركي الاعتبار لعدنان مندريس مع الذين أعدموا معه بقانون صدر في عام 1990. وهو واحد من ثلاثة سياسيين أتراك يقام له ضريح تكريماً لذكراه. (السياسيان الآخران هما أتاتورك وتورغوت أوزال).
توجد ادعاءات تقول أن نعش عدنان مندريس أُلقي في البحر بعد إعدامه، وأن الذي في قبره هو جسد أحد الحراس، بينما لم تقم الحكومة بأي تعليق على هذا الإدعاء أو باختبار الحمض النووي.

## مسيرته

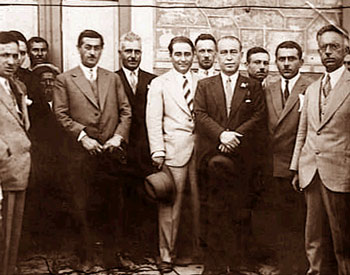
عدنان مندريس مع أعضاء الحزب الجمهوري الليبرالي.

كان مندريس عضوا ونائبا برلمانيا عن حزب الشعب الجمهوري الذي أسسه أتاتورك، لكنه انفصل عام 1945 إلى جانب نواب آخرين هم جلال بايار ومحمد فؤاد كوبريلي ليشكّلوا حزبا جديدا هو الحزب الديمقراطي متحدّين إجراءات منع الأحزاب آنذاك. فشارك الحزب الجديد عام 1946 في الانتخابات العامة، وحصل على 62 مقعدا فقط، ثم عاد وشارك في انتخابات عام 1950 ليفوز بأغلبية ساحقة شكّل على إثرها مندريس حكومة جديدة وضعت حداً لهيمنة حزب أتاتورك. وكان مندريس قد خاض حملته الانتخابية على أساس عدم تدخل الحكومة في شئون القطاعات الخاصة كما كان يحدث في السابق، ووعود بتخفيف الإجراءات العلمانية الصارمة، وإعطاء المزيد من حرية الاعتقاد والديمقراطية، وبعد الفوز قام مندريس بإدخال التكنولوجيا الزراعية إلى الأرياف، فأرسل الجرارات والحاصدات إلى الفلاحين كما وزّع عليهم الأسمدة الكيمياوية، وأرسل إليهم مرشدين زراعيين. كما أنشأ مندريس العديد من السدود الكبيرة بمعدل سد في كل منطقة تقريباً، حتى أخذت تركيا تتصدر الدول الأوروبية والشرق الأوسط في إنتاج القمح والبندق والتين المجفف والعنب والقطن والشاي ومختلف أنواع الفاكهة والخضار، وأنشأ العديد من مخازن الحبوب، كما ربط جميع القرى بشبكات طرق، وأنشأ معامل النسيج ومعامل عصير الفواكه ومعامل الإسمنت ولوازم البناء ومصانع الأحذية ودباغة الجلود ومعامل الصابون والأدوية.
استمر مندريس في رئاسة الحكومة بعد فوزه بأغلبية ساحقة في انتخابات عام 1954. فانضمت تركيا في عهده إلى حلف الناتو، وأقام علاقات قوية مع الولايات المتحدة وساند إجراءاتها كإرسال قوات تركية إلى كوريا ووضع تركيا في مواجهة التيار الناصري بزعامة جمال عبد الناصر.

## الانقلاب
وجه المعارضون العلمانيون من أنصار أتاتورك إلى مندريس تهماً عديدة منها اهتمامه بإرضاء مشاعر الفلاحين الدينية ما أدّى إلى ظهور تيار ديني مطالب بخلط الدين بالسياسة وعودة الخلافة وتطبيق الشريعة الإسلامية وكاد أن يطيح بالاتاتوركية، وبالرغم من تصريحات مندريس المتكررة بالالتزام بالنظام العلماني وعدم قبول إلغائه أو استبداله، أيضاً اعتماد مندريس النظام الليبرالي في القطاعين الزراعي والصناعي أدّى إلى فوضى اقتصادية ومالية، فقد كان أول المستفيدين من الإصلاح الزراعي هم كبار ملاكي الأراضي والفلاحين من أصحاب الملكيات الزراعية المتوسطة، أما الفلاحين الفقراء فقد ظلوا كما هم لعجزهم عن شراء الأسمدة ودفع أجور الجرارات الزراعية، كما أن إعطاء الحرية الكاملة للقطاع الصناعي أوقع تركيا في حالة تضخم نقدي، ففي عام 1955 أصبحت الخزينة التركية خالية الوفاض من النقد الأجنبي النادر، ولم تتمكن الدولة الوفاء بديونها الخارجية التي بلغت عام 1960 حوالي ملياري دولار، تبعهُ ارتفاع أسعار السلع الاستهلاكية إلى حد كبير، وكانت لإجراءات مندريس بالتضييق على الحريات السياسية مغبّتها ووجهت العديد من الانتقاد لحكومته، فقام عصمت إينونو زعيم حزب الشعب الجمهوري المعارض بحشد أنصاره في الجامعات والجيش، فوقعت أحداث شغب ومظاهرات في شوارع المدن الكبرى.
وفي صباح 27 مايو 1960 تحرك الجيش التركي ليقوم بأول انقلاب عسكري خلال العهد الجمهوري، حيث سيطر على الحكم 38 ضابطا برئاسة الجنرال جمال جورسيل الذي تولى رئاسة الجمهورية بعد الانقلاب، وأحال الإنقلابيون 235 جنرالا وخمسة آلاف ضابط بينهم رئيس هيئة الأركان إلى التقاعد، وأوقفوا نشاط الحزب الديمقراطي واعتقلوا رئيس الوزراء عدنان مندريس ورئيس الجمهورية محمود جلال بايار مع عدد من الوزراء وأرسلوهم إلى سجن جزيرة يصي أدا. وبعد محاكمة شكلية سجن رئيس الجمهورية مدى الحياة فيما حكم بالإعدام على مندريس ووزير الخارجية فطين رشدي زورلو ووزير المالية حسن بولاتكان، بتهمة اعتزام قلب النظام العلماني وتأسيس دولة دينية. وفي اليوم التالي لصدور الحكم في أواسط سبتمبر 1961 نفذ حكم الإعدام بمندريس في 17 سبتمبر 1961. وبعد أيام نفذ حكم الإعدام بوزيريه، ودفنوا في الجزيرة ذاتها.

## إعادة الاعتبار
كان إحساس الكثير من الأتراك أن مندريس ورفيقيه قد قُتِلوا ظُلما، واستمر هذا الإحساس يتصاعد شهرا بعد شهر وعاما بعد عام حتى عام 1990 عندما التقط الرئيس تورغوت أوزال نبض شعبه فاتّخذ قرارا جريئاً بإعادة الاعتبار لمندريس ورفيقيه بولتكان وزورلو، وأوعز إلى نواب حزبه (الوطن الأم) الذين كانوا يمثلون الأغلبية في المجلس الوطني الكبير (مجلس النواب) بإصدار قانون يردُّ الاعتبار لمندريس ورفيقيه وهذا ما قام به البرلمان التركي الذي أصدر في 11 أبريل 1990 القانون رقم 3623 الذي قضى بإعادة الاعتبار لعدنان مندريس وزملائه الذين أعدموا في نفس القضية، وسارع إلى إصدار مرسوم جمهوري بالقانون،
ثمَّ أصدر أمراً بنقل رفاتهم من جزيرة ياسي أضه، حيث دفنوا بعد إعدامهم، إلى مقبرة خاصة أقامتها بلدية إسطنبول على تلة مطلة على أحد أوسع شوارع منطقة طوب قابي، وفي 17 سبتمبر 1990 في الذكرى 29 لإعدامه شارك أوزال بنفسه مع أركان الدولة وقادة الجيش ورؤساء الأحزاب وجماهير غفيرة من الشعب في استقبال الرفات، وواكب بنفسه مراسيم إعادة دفن رفاتهم في القبور الجديدة،  وقرأ الفاتحة على أرواحهم ووصفهم في كلمة تأبينية خلال الحفل بشهداء الوطن، وخرجت الصحف في اليوم التالي لتصف عدنان مندريس وفطين زورلو وحسن بولتكان بشهداء الوطن والديمقراطية.
تم تسمية مطار مدينة إزمير باسمه والعديد من الشوارع والجامعات والمدارس مثل جامعة عدنان مندريس، امتناناً لدوره في الحياة المدنية التركية وإدانة ودفناً لإرث العسكر وانقلاباتهم.
وفي عام 2010 جاءت نتيجة الاستفتاء على التعديلات الدستورية التي تُجرّم الانقلابات العسكرية ليعاقب عليها القانون بأثر رجعي، بمثابة إعادة اعتبار شعبي له بعد خمسين عاما من الانقلاب العسكري الذي أطاح به.
وفي عام 2012 اشتكى عدد من نواب البرلمان التركي، من إهمال قضية إعادة الاعتبار لرئيس الوزراء الأسبق “عدنان مندريس”، الذي كان قد أعدمه العسكر عقب انقلاب 1960م.
وفي نهاية العام 2012م، تقدم “برهان كوزو” رئيس اللجنة الدستورية بالبرلمان التركي بطلب إلى البرلمان بإعادة الاعتبار إلى رئيس الوزراء التركي عدنان مندريس الذي أعدم شنقا في أعقاب الانقلاب العسكري عام 1960. وقال كوزو إنه يسعى لاستصدار حكم بعدم شرعية محاكمة رئيس الوزراء عدنان مندريس والحكم عليه بالإعدام مع وزيري الخارجية والمالية في حكومته، فهم لم يقترفوا من الجرائم ما يدعو لذلك، كما أن الأحكام العسكرية كانت بدون أدلة.
وفي المؤتمر الرابع لحزب العدالة والتنمية التركي، ألقى رئيس الحكومة التركية رجب طيب أردوغان خطابًا استمر نحو ثلاث ساعات. ومما ورد فيه قوله: «إننا نسير على خطى أجدادنا الفاتحين مثل السلطان ألب أرسلان والسلطان محمد الفاتح، وعلى خطى قادتنا العظماء أمثال مصطفى كمال أتاتورك وعدنان مندريس وتورغوت أوزال ونجم الدين أربكان». في إشارة جديدة إلى دوره كأحد قادة تركيا ورد اعتبار جديد له.
وفي 27 مايو 2020 افتتح الرئيس رجب طيب أردوغان جزيرة ياسي أدة التي غير اسمها إلى جزيرة «الديمقراطية والحريات» في إسطنبول بعد إعمارها وتحويلها إلى رمز ومنارة للحريات والديموقراطية، وجاء ذلك تزامناً مع الذكرى الستين لانقلاب 27 مايو 1960. وكانت الجزيرة قد شهدت صدور حكم الإعدام بحق مندريس ورفاقه، بعد الانقلاب العسكري. وألقى الرئيس التركي كلمة في حفل افتتاح الجزيرة، قال فيها إن يوم انقلاب 27 مايو «كان أحد أسوأ الأيام في تاريخ تركيا»، إذ تعرَّضت قيادات الدولة في حينها «لأسوأ التصرفات والانتهاكات غير الإنسانية»، مضيفاً أن محاكمة مندريس كانت «غير شرعية»، وكانت «محاكمة لشعبنا وتاريخه ولأمتنا، وتلك خطوط سوداء لن تُمحَى من جبين الذين أصدروا قرار الإعدام على مندريس وزملائه».

## روابط خارجية
- عدنان مندريس على موقع الموسوعة البريطانية (الإنجليزية)
- عدنان مندريس على موقع مونزينجر (الألمانية)
- عدنان مندريس على موقع أوليمبيديا (الإنجليزية)